# Liste der Naturdenkmale in Winterlingen
| Naturdenkmale | Anzahl |
| ------------- | ------ |
| FND           | 2      |
| END           | 4      |
| Gesamt        | 6      |

Die Liste der Naturdenkmale in Winterlingen nennt die verordneten Naturdenkmale (ND) der im baden-württembergischen Zollernalbkreis liegenden Gemeinde Winterlingen. In Winterlingen gibt es insgesamt sechs als Naturdenkmal geschützte Objekte, davon zwei flächenhafte Naturdenkmale (FND) und vier Einzelgebilde-Naturdenkmale (END).
Stand: 29. Juli 2024.

## Flächenhafte Naturdenkmale (FND)
| Name                                 | Bild | Kennung     | Einzelheiten | Position | Fläche Hektar | Datum         |
| ------------------------------------ | ---- | ----------- | ------------ | -------- | ------------- | ------------- |
| Brühl                                | BW   | 84170750023 | Winterlingen | ⊙        | 3,4           | 25. Juli 1995 |
| 2 Weiher (Oberer und Unterer Weiher) | BW   | 84170750001 | Winterlingen | ⊙        | 2,8           | 21. Apr. 1956 |
| Legende für Naturdenkmal             |      |             |              |          |               |               |

## Einzelgebilde (END)
| Name                            | Bild | Kennung     | Einzelheiten                                             | Position | Fläche Hektar | Datum         |
| ------------------------------- | ---- | ----------- | -------------------------------------------------------- | -------- | ------------- | ------------- |
| Friedenslinde in der Juhestraße | BW   | 84170750194 | Winterlingen                                             | ⊙        | 0,0           | 18. Mai 1971  |
| 1 Buche „Eggenhartbuche“        | BW   | 84170750189 | Winterlingen                                             | ⊙        | 0,0           | 25. März 1935 |
| 1 Buche (Heusteigbuche)         | BW   | 84170750195 | Winterlingen                                             | ⊙        | 0,0           | 18. Mai 1971  |
| 1 Eiche „Nolle-Eiche“           | BW   | 84170750196 | Winterlingen                                             | ⊙        | 0,0           | 18. Mai 1971  |
| 1 Ulme am Zimmerplatz           | BW   | 84170750192 | Winterlingen Nicht mehr in der LUBW-Datenbank vorhanden. | ⊙        | 0,0           | 18. Mai 1971  |
| 2 Sommerlinden vor der Kapelle  |      | 84170750193 | Winterlingen Nicht mehr in der LUBW-Datenbank vorhanden. | ⊙        | 0,0           | 18. Mai 1971  |
| Legende für Naturdenkmal        |      |             |                                                          |          |               |               |